# Amadeu Carbó i Martorell
Amadeu Carbó i Martorell (Barcelona, 7 de març de 1970) és educador social, folklorista, escriptor i promotor i gestor cultural català.
Amb estudis d'Història de l'Art, treballa com a educador social al Taller Sant Camil, que atén persones adultes amb discapacitat intel·lectual. Ha destacat com a dinamitzador i gestor cultural, així com a activista en el món festiu des de diversos àmbits, com els gegants, el bestiari, els diables, el teatre i la coral, entre d'altres. Ha escrit més d'un centenar d'articles per a diverses publicacions, i també és autor/coautor de diversos llibres de temàtica relacionada amb festes i tradicions. Ha participat en ponències per a congressos, alguns internacionals, relacionats amb temes festius. Ha exercit la docència en postgraus, campus d'estiu especialitzats i seminaris. Entre les seves publicacions destaquen El llibre dels gegants a la ciutat (2011, resultat d'una investigació de més de vint anys, o Celebrem el Nadal. Quan, com i perquè de la festa més gran (2016) i Corpus, la festa de la festa (2020).
Ha participat en exposicions, espectacles i esdeveniments en tasques diverses, que van de la recerca, al guió i a la direcció. Ha estat membre del consell de redacció de la revista Gegants, coordinador de l'Any Amades 2009 i 2015. Ha estat membre del Consell de Cultura Popular i Tradicional del Departament de Cultura de la Generalitat de Catalunya. És coordinador de l'inventari del patrimoni immaterial de l'Arquebisbat de Barcelona i un dels impulsors dels actes commemoratius dels set-cents anys del Corpus de Barcelona, una festa amb set-cents anys d'història que es commemora entre el 2020 i el 2021. Aquesta història es presenta el seu llibre Corpus. La festa de les festes (2020).
És codirector del programa Fes ta Festa, que primer s'emetia per Ràdio 4, i més endavant a través d'Internet. Ha presidit l'Associació Cultural Joan Amades, dedicada a preservar el llegat del mestre folklorista. Forma part del consell de redacció del Calendari de l'Ermità dels Pirineus i ha estat col·laborador del Calendari dels Pagesos. És membre de la Comissió de seguiment del protocol festiu de la Ciutat de Barcelona. També és membre de la Comissió Assessora de la 1a Conferència Internacional d'ONG acreditades per la convenció per a la Salvaguarda del Patrimoni Cultural Immaterial de la Humanitat de la UNESCO.

## Publicacions
- La nit de Sant Joan. Festa, llegat i patrimoni (2023)
- Per no perdre el temps. Calendaris tradicionals, grans testimonis de la història (2022) en coautoria amb Norbert Tomàs.
- Corpus: la festa de les festes (2021)
- Fins aquí hem arribat: què fem i com celebrem el darrer adéu (2018) en coautoria amb Jordi Cubillos
- Els Falcons (2018)
- Celebrem el Nadal: quan, com i perquè de la festa més gran (2016)
- El Llibre dels gegants de la ciutat: una aproximació a la tradició i a la història dels gegants de la ciutat de Barcelona (2011)
- Les Veus del carrer (2000)
- "Géants en Catalogne: la survie d'un élément de fête". A: Géants, dragons et animaux fantastiques en Europe (2000)